# You Disappear
You Disappear è un singolo pubblicato nel 2001 della cantante franco-israeliana Yael Naim, nota all'epoca solo come Yael.
La canzone, creata da Patrice Guirao e Jonathan Stoner per il testo e da Pascal Obispo per la musica ed interpretata da Yeel Naim, è stata realizzata per la colonna sonora del film Harrison's Flowers.
Il brano, oltre ad essere stato pubblicato come singolo, è anche incluso nel CD Harrison's Flowers - Original Motion Picture Soundtrack, contenente tutte le musiche per il film realizzate dal compositore francese Bruno Coulais.

## Tracce
1. Your Dissapear (Radio edit) - 3:41
2. Your Dissapear (Version album) - 5:45